# Aegilops neglecta
Aegilops neglecta là một loài thực vật có hoa trong họ Hòa thảo. Loài này được Req. ex Bertol. mô tả khoa học đầu tiên năm 1834.